# Luise Helletsgruber
Luise Maria Helletsgruber (30. Mai 1901 in Wienerherberg – 5. Jänner 1967 in Sattledt-Giering) war eine österreichische Opernsängerin der Stimmlage Sopran, die an der Wiener Staatsoper, bei den Salzburger Festspielen und beim Glyndebourne Festival auftrat.

## Leben
Luise Helletsgruber war die Tochter des Lehrers und Chormeisters Karl Helletsgruber (* 8. November 1859 in Hainburg; † 1. August 1944 in Trautmannsdorf) und dessen Ehefrau Anna (geborene Huber; * 3. Jänner 1872 in Schwadorf; † 7. Februar 1941 in Trautmannsdorf) und wuchs in Trautmannsdorf an der Leitha auf. Nach ihrer allgemeinen Schulausbildung studierte sie von 1918 bis 1922 an der Wiener Musikakademie bei dem finnischen Bariton Filip Forstén.
Helletsgruber debütierte im September 1922 an der Wiener Staatsoper als Junger Hirt in Wagners Tannhäuser. Die Sängerin blieb Ensemblemitglied dieses Hauses bis 1942. Schnell erarbeitete sie sich ein breites Repertoire, insbesondere als lyrischer Sopran, mit einem Schwerpunkt auf Mozart-Partien. Sie hatte liebenswerte und charmante Bühnenpräsenz sowie eine schlanke, aber kräftige Stimme und beeindruckte das Publikum in Wien, Salzburg und Glyndebourne als Cherubino in Le nozze di Figaro, als Donna Anna und Donna Elvira im Don Giovanni und als Dorabella in Così fan tutte. Zu ihren lyrischen Rollen zählten auch die Eva in Wagners Meistersingern von Nürnberg, die Micaëla in Bizets Carmen und die Marguerite in Gounods Faust. Fallweise übernahm sie auch dramatischere Partien, wie die Elsa in Wagners Lohengrin oder die Liù in Puccinis Turandot, letztere mit Jan Kiepura als Kalaf.
Gemeinsam mit Erika Rokyta und Jella Braun-Fernwald ging sie Mitte der 1920er Jahre auf Tournee. Bis 1938 sang sie regelmäßig Hauptrollen bei den Salzburger Festspielen, beispielsweise 1931 und 1935 bis 1938 die Donna Elvira im Don Giovanni und die Marzelline in Beethovens Fidelio. Letztere Rolle übernahm sie auch 1936 anlässlich der Neueröffnung des umgebauten Salzburger Festspielhauses. Es dirigierte Arturo Toscanini, es inszenierte Lothar Wallerstein in Bühnenbildern von Clemens Holzmeister. Zum Ensemble zählten Lotte Lehmann als Leonore, Koloman von Pataky als Florestan, Carl Bissuti, Alfred Jerger, Anton Baumann und Hermann Gallos.
Ihr wesentlicher Beitrag zur Musikgeschichte war die Mitwirkung an den ersten fünf Spielzeiten des Glyndebourne Festivals im Süden Englands, welches 1934 von John Christie und seiner Ehefrau, der Sängerin Audrey Mildmay, dem Dirigenten Fritz Busch und dem Regisseur Carl Ebert gegründet wurde. Sie war dort Ensemblemitglied einer renommierten internationalen Besetzung und übernahm tragende Rollen in vier Mozart-Opern. Drei davon, die drei Da-Ponte-Opern, wurden auf Tonträger aufgezeichnet und sind seither durchgehend lieferbar. Sie wurden von der Kritik als hervorragend und exzellent gelobt. 1934 debütierte Helletsgruber in Glyndebourne als Dorabella und Cherubino, 1935 sang sie zusätzlich die Erste Dame in der Zauberflöte. 1936 übernahm sie erstmals die Donna Elvira und sang weiterhin Cherubino und Erste Dame. Sogar nach der Annexion Österreichs im März 1938 gelang ihr die Teilnahme am englischen Festival.
Ein weiteres bedeutendes Tondokument von Helletsgruber stellt Beethovens Neunte dar, eine Aufnahme mit den Wiener Philharmonikern unter Felix von Weingartner, aufgenommen 1935.
1943 war sie für eine Spielzeit am Neuen Lustspielhaus in Berlin tätig, danach gab sie nur noch gelegentlich Liederabende und Rundfunkkonzerte.
Am 17. Juli 1926 heiratete sie in Wien-St. Augustin den Agrarexperten Karl Friedrich Alois Lehr (1896–1967). Das Ehepaar starb 1967 auf einer Fahrt in den Winterurlaub an den Folgen eines unverschuldeten Autounfalls.

## Tondokumente
- Beethoven: Fidelio, mit Lotte Lehmann (Leonore), Koloman von Pataky (Florestan), Carl Bissuti (Don Fernando), Alfred Jerger (Don Pizarro), Anton Baumann (Rocco), Luise Helletsgruber (Marzelline), Hermann Gallos (Jacquino), William Wernigk (1. Gefangener) und Karl Ettl (2. Gefangener). Wiener Philharmoniker, Chor der Wiener Staatsoper, Dirigent: Arturo Toscanini. Live, Salzburg, 25. Juli 1936. CD: Radio Years RY 70, Grammofono 2000 AB 78017-25 (es wurden nur Teile aus dem 1. Akt aufgenommen).
- Beethoven: 9. Sinfonie, mit Luise Helletsgruber (Sopran), Rosette Anday (Mezzosopran), Georg Maikl (Tenor) und Richard Mayr (Bass). Wiener Philharmoniker, Chor der Wiener Staatsoper, Dirigent: Felix von Weingartner. Studio, Wien, 2. – 4. Februar 1935. Columbia LX 413–420 (8 Schellackplatten). CD: zuletzt auf Naxos 8.110863.
- Mozart: Così fan tutte, mit Ina Souez (Fiordiligi), Luise Helletsgruber (Dorabella), Irene Eisinger (Despina), Heddle Nash (Ferrando), Willi Domgraf-Fassbaender (Guglielmo), John Brownlee (Alfonso). Glyndebourne Festival Chorus and Orchestra, Dirigent: Fritz Busch. Studio, Glydebourne, 25. – 28. Juni 1935. His Master’s Voice DB 2474–2479, DB 2583–2593S (17 Schellackplatten). CD: Naxos 8.110280-81, Warner Classics 0190295801748 (Fritz Busch at Glyndebourne). Erste Gesamtaufnahme dieser Oper.
- Mozart: Don Giovanni, mit John Brownlee (Don Giovanni), Salvatore Baccaloni (Leporello), Ina Souez (Donna Anna), Koloman von Pataky (Don Ottavio), Luise Helletsgruber (Donna Elvira), Audrey Mildmay (Zerlina), Roy Henderson (Masetto), David Franklin (Commendatore). Glyndebourne Festival Chorus and Orchestra, Dirigent: Fritz Busch. Studio, Glyndebourne, 29. Juni – 5. Juli 1936. His Master’s Voice DB 2961–2983 (23 Schellackplatten). CD: Naxos 8.110135-37, Warner Classics 0190295801748 (Fritz Busch at Glyndebourne). Erste Studio-Gesamtaufnahme dieser Oper.
- Mozart: Don Giovanni, mit Ezio Pinza (Don Giovanni), Virgilio Lazzari (Leporello), Elisabeth Rethberg (Donna Anna), Dino Borgioli (Don Ottavio), Luise Helletsgruber (Donna Elvira), Margit Bokor (Zerlina), Karl Ettl (Masetto), Herbert Alsen (Commendatore). Wiener Philharmoniker, Chor der Wiener Staatsoper, Dirigent: Bruno Walter. Live, Salzburg, 2. August 1937. CD: Andromeda ANDRCD 5126.
- Mozart: Le nozze di Figaro, mit Audrey Mildmay (Susanna), Aulikki Rautawaara (Contessa Almaviva), Luise Helletsgruber (Cherubino), Constance Willis (Marcellina), Winifred Radford (Barberina), Willi Domgraf-Fassbaender (Figaro), Roy Henderson (Conte Almaviva), Norman Allin (1934) / Italo Tajo (1935) (Bartolo), Heddle Nash (Don Basilio), Morgan Jones (Curzio), Fergus Dunlop (Antonio). Glyndebourne Festival Chorus and Orchestra, Dirigent: Fritz Busch. Studio, Glyndebourne, 6. Juni 1934, 24. – 28. Juni 1935. His Master’s Voice DB 2474–2479, DB 2583–2593 (22 Schellackplatten). CD: Naxos 8.110186-87, Warner Classics 0190295801748 (Fritz Busch at Glyndebourne). Erste Gesamtaufnahme dieser Oper.
- Wagner: Götterdämmerung, Live-Mitschnitt aus der Wiener Staatsoper (Ausschnitte aus dem 3. Akt), mit Max Lorenz (Siegfried), Anny Konetzni (Brünnhilde), Luise Helletsgruber (Woglinde), Dora With (Floßhilde) und Aenne Michalsky (Wellgunde). Wiener Philharmoniker, Chor der Wiener Staatsoper, Dirigent: Hans Knappertsbusch.

- Einzelne Arien aus den Opern: Bajazzo, La Bohème, Carmen, Margarethe (Faust), Figaros Hochzeit, Turandot. Mitglieder der Staatskapelle Berlin, Dirigent: Frieder Weissmann. Studio, Berlin, 8. und 9. März 1929. Odeon/Parlophon.[11] LP: Luise Helletsgruber. Lebendige Vergangenheit/Preiser Records LV 57 (1979, zusammen mit Aufnahmen von Adele Kern).

## Besetzungen
- Premierenbesetzungen des Glyndebourne Festivals 1934 bis 1940
- Opernbesetzungen der Salzburger Festspiele 1935 bis 1937